# ぼくのなつやすみ3 -北国篇- 小さなボクの大草原
『ぼくのなつやすみ3 -北国篇- 小さなボクの大草原』（ぼくのなつやすみ3 きたぐにへん ちいさなぼくのだいそうげん）は、ソニー・コンピュータエンタテインメントから2007年7月5日に発売されたPlayStation 3用ゲームソフト。『ぼくのなつやすみシリーズ』3作目。
キャッチコピーは「カミサマ、あの夏に、返してくれないか。」

## 概要
ハードウェアがPlayStation 2からPlayStation 3に移り、PlayStation Storeでは、プロモーションムービーや「ボクくん」が着る「Tシャツ」の無料配布などが行われた。
2007年7月3日 - 8月20日には、デイリーヤマザキとSCEのタイアップ企画「わくわくなつやすみキャンペーン」の一つ「ぼくのなつやすみ 絵日記コンテスト開催!!」も行われた。

## ストーリー
1975年（昭和50年）の北海道、架空の町「花詩」が舞台。母親が臨月のため、8月の間北海道のおじの家に預けられた小学4年生の「ボクくん」を操作して、広大な北国の自然の中で夏休みを楽しむゲーム。
オープニングのムービーにおいて、蒸気機関車で『ぼくのなつやすみ2』で出てきた芳花姉ちゃんがいる他、駅のプラットホームには『ぼくらのかぞく』のおばあちゃんと古井盆栽の姿もある。

## モデル
- 京極町 - 今回の舞台「花詩」のモデル[5]。
- 羊蹄山 - 「ウーテイ山」のモデル[6]。
- ニセコ駅 - オープニングとエンディングで登場する花詩駅のモデル[7]。
- 倶知安駅 - 花詩駅のプラットホームのモデル[7]。
- 当別町立弁華別小学校 - 「町立花詩小学校」のモデル[7]。
- 旧山本理髪店 - 「ガラス工房」のモデル[8]。ガラス工房の内部イメージは、オアフ島のハレイワにあるガラスショップのOceans in Glass[4][9]。
- 喜茂別町 - 花詩の隣町、「猪茂別（いもべつ）町」の名前の由来[10]。
- 倶多楽湖 - 「ウッタラ湖」の名前の由来[10]。
- 尻別岳 - 「ヒリヒリ岳」の名前の由来。ウーテイ山（羊蹄山）の南側にある[10]。

## 前作からの強化項目・追加項目

### 追加項目
- 草すべり：ダンボール入手後遊べる。
- ゴムとび、アルプス一万尺：歌やタンバリンの音にタイミング合わせて遊ぶ。
- 俳句作り：俳句を作ると、採点してもらえる。
- 水切り：夏休みを楽しんでいるほど跳ねる回数が多い。
- 乳しぼり、子牛の世話：乳しぼりをして、子牛にミルクをあげられる。
- ガラス工芸：何かを達成することでもらえる。
- 七夕：夏にあるイベント。
- 水泳大会：緑ちゃん、勇人、礼くんと競争できる。
- お気に入りファイル：ゲームクリア後、お気に入りファイルを作ると、次回以降のプレイにお気に入りの甲虫たちを連れて行くことが可能。

### 強化項目
- 昆虫：昆虫図鑑に登場する昆虫は128種類、虫相撲で出せる虫が26種、技の種類が86種になった。
- 虫相撲：カミキリ系、オサムシ系、カナブンなどが加わり、試合の途中で虫の背中を押すことができるようになった。
- 王冠：今作は国旗シリーズ。全部で50個になった。

## 登場人物
ボク
声 - 千葉翔也（音声収録時は小学5年生）
本作の主人公。小学4年生。前作までと同じく母親が臨月のため、8月の間北海道のおじの家で過ごすことになった。ウーテイ山に大人になったら登る約束をする。東京に住んでいて、東京に帰った後、夏休みだけ帰ってきている同じ東京住まいの未知と幾度か遊ぶ。エンディングではウーテイ山に登ったり、おじさんをおとうさんと呼ぶ描写があるが、ディレクターの綾部和によると、吉本家に居候するエンディングであり、婿入りではないとのこと。オープニングでは外で遊ぶ前に深呼吸で心を落ち着かせる場面もある。エンディングでは汽車に乗って東京へ帰る前に初めて抱っこさせられた後、振り落とされた。また、本作では15日から最終日まで食事の挨拶を担当することになる。

### 吉本家
吉本 武（よしもと たける）
声 - 堀内賢雄
通称おじちゃん。32歳。前作までとは違い、今作では彼がボクの父親の兄弟。吉本牧場の主人。婿養子。晩御飯の時間になると、ボクがどこにいようと必ず先回りして呼び戻す。本作では初日から14日まで食事の挨拶を担当する。
吉本 楓（よしもと かえで）
声 - 堀越真己
通称おばちゃん。29歳。数学が得意で、酪農経営の効率化を考えている。寝る時間が来ると「ボクくん、絵日記書いてお休みなさいしましょう」と寝かしに来る。
吉本 正助（よしもと しょうすけ）
声 - 佐々木敏
59歳。楓の父親で、普段は農協で働いている。
大神のおばあちゃんとは昔なじみのようで色々と気にかけている。武のことを「ツバメとともに来て家に居着いた」と語る。
吉本 緑（よしもと みどり）
声 - 万代千紗（音声収録時は小学5年生）
吉本家の長女。小学4年生。シリーズ初の女性虫相撲参加者。幼い頃から牧場の仕事を手伝ってきたからか真面目で堅物、大人びている。しっかりしているように見えて、実はまだまだ幼い部分をたっぷり残している。
8月31日にクラス対抗合唱会があるため、『冬景色』をよく庭で練習している。
ボクに以前来た時に交わした約束を思い出させようとする。また、未知と仲良くするボクくんに嫉妬する一面もある。
吉本 日向（よしもと ひなた）
声 - 津村まこと
通称ひなたん。吉本家の次女。8月25日生まれで、まもなく1歳になる。朝のラジオ体操で体操をしている。

### 子供たち
町立花詩小学校に通っている。8月20日から新学期になる。
木取 勇人（きどり はやと）
声 - 斉藤恵理
小学4年生。緑のクラスメイト。未知のことが好き。
虫相撲において、当時の北海道ではめったに手に入らないカブトムシ（北海道において野生化したカブトムシが一般化したのは1980年代以降）や、虫ですらないトカゲのカナチョロを繰り出してくる。また、お気に入りの虫にカブトムシを選択して2周目以降のストーリーを始めると、ニホンザリガニも出してくる。
キリンが好き。
永井 未知（ながい みち）
声 - 鈴木絢子（音声収録時は中学2年生）
小学4年生。1年前までは緑、勇人とクラスメートだったが内地の東京都板橋区に引っ越し、夏休みの間だけ戻ってきている。
普段は話してもボクとあまり言葉を交わさない（大抵は勇人が割り込んでくる）が、2人きりになると大人びた話や哲学のような理解が難しい話をしてくる。
カナヅチで虫嫌い。頻繁に話かけたり「せっせっせー」をやっていると、ボクとの関係に変化が生まれる。
山田 礼（やまだ れい）
声 - 津村まこと
小学6年生。子供たちのリーダー。楡杏寺の一人息子。
母親は東京のとしまえんに住んでいる。ルリボシカミキリをよく使う。

### ガラス工房
花咲 めぐみ（はなさき めぐみ）
声 - 弓場沙織
25歳。独身。ガラス細工職人。
勝ち気な姉御肌の性分で、ボクが何かを成し遂げるとガラス細工をプレゼントしてくれる。また、棚に並べてあるガラス細工の作品をボクが割ってしまうと「こらクソガキ！なにすんだよ！」と怒鳴り、「今度壊したら◯◯だからね！」といろいろな罰を警告してくるが、どれも冗談混じりのもので、実際には何度割っても罰を与えることはない。
花咲 はるみ（はなさき はるみ）
声 - 最上莉奈
17歳。めぐみの親戚で高校2年生。ガラス細工職人を目指している。8月12日から8月18日までガラス工房にいる。

### 大神家
大神 鈴
声 - 斉藤千恵子
通称大神のおばあちゃん。65歳。川の向こう岸に1人で住んでいる。ボクの選択によって札幌に引っ越すか、そのまま花詩に住み続けるか分かれる。
大神 良
声 - 斉藤志郎
鈴の息子。40歳。
札幌で妻子と暮らしている。一人暮らしの母を心配して同居を薦めている。

### その他
お坊さん
声 - 藤本譲
楡杏寺の住職。礼の父親。
お墓参りの際にお経を読むが、一部を飛ばして読む。
お経は、本物のお坊さんに書いてもらったウソのお経を、実際の住職である藤本に読んでもらったもの。
裕美
声 - くわはら利晃
吉本牧場の牛乳を出荷しているトラック運転手。ボクに俳句を教えてくれるほか、牧場の裏手までトラックに乗せて連れて行ってくれる。作中でも語られているが、相当暇な模様。俳句の階級を最高にするとガラス細工がもらえる。
船頭
声 - くわはら利晃
ぽんぽん船の船長。ボクを川の向こう岸へ連れて行ってくれる。
船の鍵やラジオを川に落としてしまうが、病み上がり（ぎっくり腰）のために自分では拾えない。
おとうさん
声 - 牛山茂
ボクの父親。妻の出産を手伝うため、ボクを弟一家に預けた。声優は『ぼくのなつやすみ』と同一。
チャチャ
ガラス工房の前の木に住んでいるエゾリス。めぐみの親友でドングリが好き。
ラジオ音、テレビ音
声 - 貞平麻衣子、里中あや、安田美香、湯原麻利絵、森葵、龍田梨恵、立花裕人
ナレーション
声 - ダンカン
回想を語る大人になったボク。

## 主なスタッフ
- 企画・制作 - ミレニアムキッチン
- 制作・著作 - 株式会社 ソニー・コンピュータエンタテインメント
- 監督・脚本・ゲームデザイン - 綾部和
- キャラクターデザイン - 上田三根子
- 設定 - 玖村麻子
- キャラクターモデリング・アニメーション - ミレニアムキッチン
- 背景美術
  - 美術監督 - 小倉一男（KUSANAGI）
  - レイアウト・原画 - 綾部和
  - 背景美術 - KUSANAGI
  - 背景制作管理 - 中座洋次（KUSANAGI）
- 背景デジタルプロセス - ミレニアムキッチン
- システムグラフィック - 玖村麻子、ミレニアムキッチン
- プログラム - AQURIA（旧株式会社サワノ） 、坪井哲央
- イベントスクリプト - ミレニアムキッチン・綾部和
- CGムービー
  - ムービー監督・制作 - 山本裕一
  - 絵コンテ - 綾部和
- サウンド - 増田延郎
- 音楽
  - 音楽監督・作曲・編曲 -  鵜飼秋子（ハノン）
  - 録音・ミキシング - ハノン

## 音楽

### 主題歌（テーマソング）
「ひまわり娘」（伊藤咲子のカバー曲）
歌 - marhy（from DAUGHTER）、作詞 - 阿久悠、作曲 - シュキ・レヴィ
編曲/サウンドプロデュース - 久保田光太郎
ギター - わたなべゆう、ピアノ - 藤本moz純一

### 挿入歌
当時の流行歌をイメージして作られている。
挿入歌「虹のサイクリングロード」
歌/作詞 - 菜穂、作曲/編曲 - 富田勇
挿入歌「夏」
歌/作詞 - 本名数人、作曲/編曲 - 富田勇
挿入歌「雨の日曜日」（ゲーム内のラジオ番組『安田美香のちょっとおやすみ前』の中で流れる挿入歌）
歌/作詞 - 戸田和雅子、作曲/編曲 - 富田勇

## サウンドトラック
劇中のBGMを収録したサウンドトラック。全34曲。なお、『ぼくのなつやすみシリーズ』においてサウンドトラックが発売されたのは本作のみ。
| #   | タイトル                                                                         | 作詞 | 作曲・編曲 |
| --- | -------------------------------------------------------------------------------- | ---- | ---------- |
| 1.  | 「野ばら」                                                                       |      |            |
| 2.  | 「ぼくのなつやすみメインテーマ ~北海道篇~」                                      |      |            |
| 3.  | 「夏」                                                                           |      |            |
| 4.  | 「大地のテーマ」                                                                 |      |            |
| 5.  | 「雨の日曜日」                                                                   |      |            |
| 6.  | 「秋の惑星」                                                                     |      |            |
| 7.  | 「アルプス一万尺 ~Slow~」                                                        |      |            |
| 8.  | 「湖底に眠るなぞの遺跡」                                                         |      |            |
| 9.  | 「虹のサイクリングロード」                                                       |      |            |
| 10. | 「怖い森から、怖い何かがやってくる」                                             |      |            |
| 11. | 「冬景色 ~Practice makes perfect Version~」                                      |      |            |
| 12. | 「雪に迷う」                                                                     |      |            |
| 13. | 「ぼくのなつやすみメインテーマ ~北海道の秋篇~」                                  |      |            |
| 14. | 「ひまわり娘 ~Ending Long Version~」                                             |      |            |
| 15. | 「くるみ割り人形 ~葦笛の踊り・金平糖の踊り~」                                    |      |            |
| 16. | 「ガラス工房」                                                                   |      |            |
| 17. | 「ゴムとびの歌 ~Slow~」                                                          |      |            |
| 18. | 「長女は結構えらい」                                                             |      |            |
| 19. | 「冬景色」                                                                       |      |            |
| 20. | 「子供盆踊り歌」                                                                 |      |            |
| 21. | 「ぼくらの皆既日蝕」                                                             |      |            |
| 22. | 「おやすみなさい」                                                               |      |            |
| 23. | 「巣立ちと別れ」                                                                 |      |            |
| 24. | 「ハロウィンとはちょっと違う冒険」                                               |      |            |
| 25. | 「負けたねボク!」                                                                |      |            |
| 26. | 「やったねボク!」                                                                |      |            |
| 27. | 「かなり大失敗のテーマ」                                                         |      |            |
| 28. | 「ぼくのなつやすみメインテーマ ~アコーディオン篇3~」                             |      |            |
| 29. | 「冬景色 ~合唱会~」                                                              |      |            |
| 30. | 「ひまわり娘 ~Opening Short Edit~」                                              |      |            |
| 31. | 「この広い野原いっぱい ~Game Ending Version~ (From ぼくなつ)」(ボーナストラック) |      |            |
| 32. | 「少年時代 (From ぼくなつ2)」(ボーナストラック)                                  |      |            |
| 33. | 「ひまわり娘 ~Backing Track~(カラオケ)」(ボーナストラック)                       |      |            |
| 34. | 「冬景色 ~合唱会 Backing Track~(カラオケ)」(ボーナストラック)                    |      |            |

## ダウンロードコンテンツ
プロモーションムービー
- 2007年5月、PlayStation Storeにてハイビジョン（720p）画質の「予告編」が配信された。
- 2007年8月7日、PLAYSTATION Storeにてハイビジョン（720p）画質の「新予告編」「スペック編」が配信された。
- 2007年8月14日、「2007年夏限定 特別映像企画 - いま、夏休みの大人たちへ」のサイト[12]にて、中島哲也演出WEB限定映像『あの夏にー』が配信された。

Tシャツ
- Tシャツファクトリー オリジナルTシャツPlayStation Storeにて無料配信 
  - 2007年7月5日 - 「ボクくん極楽Tシャツセット1〜夏本番前、梅雨空を吹き飛ばせ〜」
  - 2007年7月19日 - 「ボクくん美麗Tシャツセット2〜いよいよ夏がやってきた〜」
  - 2007年8月2日 - 「ボクくん究極Tシャツセット3〜さあ8月だ、入道雲に誓ったあの日〜」
  - 2007年8月16日 - 「ボクくん楽々Tシャツセット4〜なにかやり残したことはないかい〜」
  - 2007年8月30日 - 「ボクくん哀愁Tシャツセット5〜さようならあの日をわすれない〜」
  - 2007年7月19日 - 「上田三根子先生制作オリジナルTシャツ・Have a Nice Day」
  - 2007年8月2日 - 「上田三根子先生制作オリジナルTシャツ・This mushroom is poisonous.」
  - 2007年8月16日 - 「上田三根子先生制作オリジナルTシャツ・Be Happy」
  - 2007年8月30日 - 「上田三根子先生制作オリジナルTシャツ・I LOVE Cats」
  - 2007年8月2日 - 「ダンカンさんオリジナルTシャツセット1」
  - 2007年8月16日 - 「ダンカンさんオリジナルTシャツセット2」
  - 2007年8月2日 - 「茂木健一郎さんオリジナルTシャツセット」
  - 2007年8月16日 - 「ぼくなつ3ラジオガールセット」
  - 2007年8月30日 - 「千葉翔也くんオリジナルTシャツ・ボクと夏」
  - 2007年8月31日 - ゲーム内でオリジナルTシャツが作成出来るアプリケーション「Tシャツファクトリー」を無料配信[13]
- 期間限定 販売店 Tシャツキャンペーン PlayStation Storeにて無料配信
  - 2007年7月5日 - 8月31日、「ビックカメラ・Amazon.co.jp・さくらや・TSUTAYA・ヨドバシカメラ・エイデン・ゲオ・Joshin・デオデオ・ベスト電器、各社ロゴ入りオリジナルT-シャツ」

## 書籍
背景画集 草薙3 日本の風景編
『ぼくのなつやすみ3』の背景画を150点以上、『ぼくらのかぞく』の背景画を約50点。
画 - 草薙
発行年月 - 2007年12月27日